# 吊丝竹
吊丝竹（学名：Dendrocalamus minor）为禾本科牡竹属下的一个种。花期10-12月。